# Jazz-Nekrolog 2001

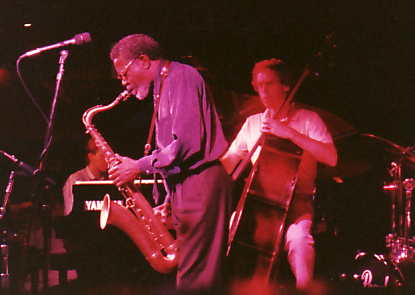
Joe Henderson
24. April 1937 – 30. Juni 2001

Nekrolog
◄◄
| ◄
| 1997
| 1998
| 1999
| 2000
| 2001 | 2002 | 2003 | 2004 | 2005 | ► | ►►
Weitere Ereignisse | Allgemeiner Nekrolog 2001
Die Beschreibung der verstorbenen Person sollte so kurz wie möglich gehalten sein und nur deren signifikante Tätigkeit(en) enthalten.
Neue Namen ggf. auch unter dem Geburts- und Sterbedatum, also etwa unter 1. Januar und im Geburts- und Sterbejahr (2024) eintragen (nur bei entsprechender großer Wichtigkeit). Für Beispiele siehe die schon vorhandenen Artikel.
Außerdem über die fünf zuletzt Verstorbenen, zu denen es einen ausreichend guten Artikel für eine Präsentation auf der Hauptseite gibt, nach der todesbedingten Überarbeitung der Artikel ggf. auch unter Wikipedia Diskussion:Hauptseite informieren und sie am besten auch in den anderen Wikipedia-Sprachversionen eintragen. Tipp: Regelmäßig bei news.google.de nach „ist tot“, „gestorben“ oder „verstorben“ suchen.
Wenn eine Person gestorben ist, gibt es viele Seiten zu dieser Person in der Wikipedia, die davon auch betroffen sind und entsprechend aktualisiert werden müssen. Beispiele: Namenübersichtsseite, Geburtsjahr, Geburtsort-Seiten und viele mehr.
Wie finde ich die betroffenen Seiten?
Im Suchfeld auf der linken Seite gibt man den Suchbegriff so ein: „Vorname Nachname“. Dann klickt man auf Volltext und alle Seiten mit entsprechendem Suchtext werden aufgerufen. Hier sieht man dann schnell, wo auch das Todesjahr Sinn macht oder sogar ein Teil des Artikels angepasst werden muss. Auch hilft das „Werkzeug“ auf der linken Seite sehr gut, um solche Seiten aufzufinden: „Links auf diese Seite“. Somit ist die Wikipedia wieder aktuell in allen Bereichen! Hinweis: bei Eintragung der Kategorie „Gestorben JAHR“ wird der Missbrauchsfilter 49 ausgelöst, was jedoch nicht schlimm ist. Siehe: Spezial:Missbrauchsfilter/49

## 1. Quartal
| Tag         | Name                  | Herkunft/Beruf                                           | Alter | Beleg |
| ----------- | --------------------- | -------------------------------------------------------- | ----- | ----- |
| 6. Januar   | Jacek Olter           | polnischer Schlagzeuger                                  | 28    | [ 1 ] |
| 12. Januar  | Luiz Bonfá            | brasilianischer Gitarrist und Komponist                  | 78    |       |
| 12. Januar  | Donald Kachamba       | malawischer Musiker, Komponist und Bandleader            | 47    |       |
| 17. Januar  | Norris Turney         | US-amerikanischer Saxophonist und Flötist                | 79    |       |
| 22. Januar  | Jean-Pierre Catoul    | belgischer Geiger                                        | 37    |       |
| 23. Januar  | Lou Levy              | US-amerikanischer Pianist                                | 72    |       |
| 23. Januar  | Jack McDuff           | US-amerikanischer Organist                               | 74    |       |
| 25. Januar  | Frank C. Martenez     | US-amerikanischer Bassist, Pianist und Cellist           | 87    |       |
| 25. Januar  | Irving Taylor         | US-amerikanischer Saxophonist                            | 88    |       |
| 1. Februar  | Vinnie Burke          | US-amerikanischer Bassist                                | 79    |       |
| 4. Februar  | J. J. Johnson         | US-amerikanischer Posaunist, Arrangeur und Komponist     | 77    |       |
| 4. Februar  | Horst H. Lange        | deutscher Jazzautor                                      | ≈76   |       |
| 10. Februar | Buddy Tate            | US-amerikanischer Saxophonist und Klarinettist           | 85    |       |
| 13. Februar | Moses Taiwa Molelekwa | südafrikanischer Pianist und Produzent                   | 27    |       |
| 13. Februar | George T. Simon       | US-amerikanischer Schlagzeuger und Jazzautor             | 88    |       |
| 14. Februar | Piero Umiliani        | italienischer Filmkomponist                              | 74    |       |
| 2. März     | Erik Wiedemann        | dänischer Jazz-Wissenschaftler und -Autor                | 70    |       |
| 7. März     | Frankie Carle         | US-amerikanischer Pianist und Komponist                  | 97    |       |
| 18. März    | Bernd Rabe            | deutscher Saxophonist und Arrangeur                      | 73    |       |
| 19. März    | Herbie Jones          | US-amerikanischer Trompeter und Arrangeur                | 74    |       |
| 28. März    | Moe Koffman           | kanadischer Flötist, Saxophonist und Klarinettist        | 72    |       |
| 29. März    | Jeanette Kimball      | US-amerikanische Pianistin                               | 94    |       |
| 29. März    | John Lewis            | US-amerikanischer Pianist, Komponist und Hochschullehrer | 80    |       |
| 30. März    | Ellis Tollin          | US-amerikanischer Schlagzeuger                           | 77    |       |

## 2. Quartal
| Tag       | Name               | Herkunft/Beruf                                               | Alter | Beleg |
| --------- | ------------------ | ------------------------------------------------------------ | ----- | ----- |
| 5. April  | Sonya Hedenbratt   | schwedische Sängerin und Schauspielerin                      | 70    | [ 2 ] |
| 11. April | Joe Viola          | US-amerikanischer Saxophonist und Oboist                     | 80    |       |
| 18. April | Billy Mitchell     | US-amerikanischer Saxophonist                                | 74    |       |
| 22. April | Ike Cole           | US-amerikanischer Pianist                                    | 73    |       |
| 24. April | Al Hibbler         | US-amerikanischer Sänger                                     | 85    |       |
| 30. April | Kalevi Viitamäki   | finnischer Saxophonist                                       | 77    |       |
| 3. Mai    | Billy Higgins      | US-amerikanischer Schlagzeuger                               | 64    |       |
| 4. Mai    | Stan Monteiro      | US-amerikanischer Saxophonist                                | 74    |       |
| 7. Mai    | Edwin Finckel      | US-amerikanischer Pianist, Arrangeur und Komponist           | 83    |       |
| 19. Mai   | Susannah McCorkle  | US-amerikanische Sängerin                                    | 55    |       |
| 21. Mai   | Johs. Bergh        | norwegischer Jazzhistoriker und -autor                       | 68    | [ 3 ] |
| 22. Mai   | Lorez Alexandria   | US-amerikanische Sängerin                                    | 71    |       |
| 24. Mai   | Wladimir Resizki   | russischer Saxophonist und Komponist                         | ≈56   |       |
| 27. Mai   | Glauco Masetti     | italienischer Saxophonist                                    | 79    |       |
| 27. Mai   | Helen Oakley Dance | kanadische Jazz-Journalistin, -Historikerin und -Produzentin | 88    |       |
| 13. Juni  | Ken McIntyre       | US-amerikanischer Musiker, Komponist und Hochschullehrer     | 69    |       |
| 19. Juni  | Lindsay L. Cooper  | britischer Bassist                                           | 61    |       |
| 20. Juni  | Harold McKinney    | US-amerikanischer Pianist, Bandleader und Musikpädagoge      | 72    |       |
| 27. Juni  | Chico O’Farrill    | US-amerikanischer Arrangeur und Komponist                    | 79    |       |
| 30. Juni  | Joe Henderson      | US-amerikanischer Tenorsaxophonist                           | 64    |       |

## 3. Quartal
| Tag           | Name               | Herkunft/Beruf                                          | Alter | Beleg |
| ------------- | ------------------ | ------------------------------------------------------- | ----- | ----- |
| 26. Juli      | Helmut Brandt      | deutscher Saxophonist und Komponist                     | 70    |       |
| 27. Juli      | Tore Faye          | norwegischer Klarinettist                               | 68    | [ 4 ] |
| 27. Juli      | Harold Land        | US-amerikanischer Saxophonist und Komponist             | 72    |       |
| 10. August    | Werner Pirchner    | österreichischer Vibraphonist und Komponist             | 61    |       |
| 16. August    | Art Drelinger      | US-amerikanischer Saxophonist                           | 86    |       |
| 17. August    | Flip Phillips      | US-amerikanischer Saxophonist und Klarinettist          | 86    |       |
| 19. August    | Jose Madera        | US-amerikanischer Saxophonist                           | 90    |       |
| 22. August    | Luís Carlos Vinhas | brasilianischer Pianist und Komponist                   | 61    | [ 5 ] |
| 23. August    | Eric Allendale     | US-amerikanischer Posaunist und Songwriter              | 65    |       |
| 23. August    | Frank Emilio       | kubanischer Pianist                                     | 80    |       |
| 24. August    | Bernard Heuvelmans | belgisch-französischer Zoologe und Jazzautor            | 84    |       |
| 25. August    | John L. Nelson     | US-amerikanischer Pianist und Songwriter                | 85    |       |
| 27. August    | Cal Collins        | US-amerikanischer Gitarrist                             | 68    |       |
| 28. August    | Bobby Martin       | US-amerikanischer Trompeter und Bandleader              | 98    |       |
| 1. September  | Sil Austin         | US-amerikanischer Saxophonist                           | 71    |       |
| 1. September  | Jossif Weinstein   | russischer Trompeter, Arrangeur und Orchesterleiter     | 82    | [ 6 ] |
| 2. September  | Jay Migliori       | US-amerikanischer Saxophonist, Klarinettist und Flötist | 70    |       |
| 18. September | Hank Levy          | US-amerikanischer Saxophonist, Arrangeur und Komponist  | 73    |       |
| 25. September | Howie Mann         | US-amerikanischer Schlagzeuger und Bandleader           | 74    |       |
| 28. September | Marty Holmes       | US-amerikanischer Saxophonist, Arrangeur und Komponist  | 76    |       |

## 4. Quartal
| Tag          | Name              | Herkunft/Beruf                                                        | Alter | Beleg |
| ------------ | ----------------- | --------------------------------------------------------------------- | ----- | ----- |
| 2. Oktober   | Manny Albam       | US-amerikanischer Saxophonist, Komponist, Arrangeur und Musikpädagoge | 79    |       |
| 4. Oktober   | John Collins      | US-amerikanischer Gitarrist                                           | 88    |       |
| 8. Oktober   | Charles Ables     | US-amerikanischer Bassist und Gitarrist                               | 58    | [ 7 ] |
| 16. Oktober  | Etta Jones        | US-amerikanische Sängerin                                             | 72    |       |
| 23. Oktober  | Udo Hirsch        | deutscher Pianist                                                     | 68    |       |
| 23. Oktober  | Tom Baker         | US-amerikanischer Trompeter, Tubist und Saxophonist                   | 49    |       |
| 29. Oktober  | Spike Robinson    | US-amerikanischer Saxophonist                                         | 71    |       |
| 31. Oktober  | Bill Le Sage      | britischer Pianist, Vibraphonist, Arrangeur und Komponist             | 74    |       |
| 11. November | Tony Miranda      | US-amerikanischer Hornist                                             | ≈82   |       |
| 13. November | Panama Francis    | US-amerikanischer Schlagzeuger                                        | 82    |       |
| 13. November | Babik Reinhardt   | französischer Gitarrist                                               | 57    |       |
| 16. November | Tommy Flanagan    | US-amerikanischer Pianist                                             | 71    |       |
| 17. November | Jerry Jerome      | US-amerikanischer Saxophonist, Klarinettist und Produzent             | 89    |       |
| 21. November | Ralph Burns       | US-amerikanischer Pianist, Arrangeur und Komponist                    | 79    |       |
| 22. November | Norman Granz      | US-amerikanischer Impresario und Produzent                            | 83    |       |
| 6. Dezember  | Christian Bellest | französischer Trompeter                                               | 79    |       |
| 14. Dezember | Conte Candoli     | US-amerikanischer Trompeter                                           | 74    |       |
| 17. Dezember | Dick Oxtot        | amerikanischer Jazzmusiker                                            | ≈83   |       |
| 22. Dezember | Gene Taylor       | US-amerikanischer Bassist                                             | 72    |       |
| 26. Dezember | Nico Bunink       | niederländischer Pianist                                              | 65    |       |
| 30. Dezember | Ralph Sutton      | US-amerikanischer Pianist                                             | 79    |       |

## Genaues Datum unbekannt
| Tag | Name              | Herkunft/Beruf                                                 | Alter | Beleg |
| --- | ----------------- | -------------------------------------------------------------- | ----- | ----- |
|     | Hartwig Bartz     | deutscher Schlagzeuger                                         | ≈65   |       |
|     | Bonsak Schieldrop | norwegischer Schlagzeuger                                      | 74    | [ 8 ] |
|     | Cees Smal         | niederländischer Multiinstrumentalist, Arrangeur und Komponist | ≈72   |       |
|     | Pero Ugrin        | slowenischer Trompeter und Komponist                           | ≈57   |       |